# Солун (тема)
Вижте пояснителната страница за други значения на Солун.
Солун е тема, византийска военноадминистративна единица.
Територията на тази тема, с изключение на южните и части, е ту в българско, ту във византийско владение през IX – X век. Тя обхваща територията около град Солун, който е неин главен център.